# Ивановка (Бирилюсский район)
Ивановка — деревня в Бирилюсском районе Красноярского края России. Входит в состав Орловского сельсовета. Находится в верховьях реки Елга (бассейн реки Чулым), примерно в 19 км к юго-востоку от районного центра села Новобирилюссы на высоте 234 метров над уровнем моря.

## Население
| 2010 |
| ---- |
| 163  |

Гендерный состав
По данным Всероссийской переписи населения 2010 года 83 мужчины и 80 женщин из 163 чел.

## Улицы
Деревня состоит из 3 улиц.